# El secretario
El secretario est une telenovela colombienne diffusée en 2011-2012 sur Caracol TV en Colombie et simultanément sur FOX series dans le Monde arabe.

## Synopsis
Emilio Romero est un professionnel dans le domaine de la finance qui vit depuis sept ans aux États-Unis, avec l'intention de réaliser le vieux rêve américain. Actuellement il distribue des pizzas, une activité qui n'a rien à voir avec sa profession. Il a une petite fille de 6 ans nommée Valentina Redín en Colombie. Cela le motive pour retourner dans son pays pour la prendre en charge.

## Distribution

### Rôles principaux
- Juan Pablo Espinosa : Emilio Romero
- Stephanie Cayo : Antonia Fontalvo
- Martín Karpan : Félix Segura
- Andrea López : Paola Zorrilla
- Helga Díaz : Lorena Redín

### Rôles secondaires
- Fabián Mendoza : Mario Segura, demi-frère du chef d'exploitation de Felix, chef d'Emilio
- Valentina Lizcano : Olga Linares, secrétaire, amoureuse de Franklin
- Fernando Solorzano : Franklin Sotomayor, époux de Lorraine, amoureux d'Olga
- Alexandra Serrano : Yensi, secrétaire, maîtresse de Mario
- Margalida Castro : Gertrudis Buenahora, dite Dudis, voisine d'Emilio
- Andrea Nieto : Milady Díaz, secrétaire, maîtresse du comte
- Maria Margarita Giraldo : Delfina, secrétaire de Felix
- Sara Corrales : Lucila Castillo, secrétaire et ex-petite amie de Mario Segura
- Freddy Ordóñez : Julián Aguirre, assistant-comptable
- Walther Luengas : Patricio Conde, inspecteur des impôts
- Hillary Vergara : Valentina Redín, fille de Lorena et d'Emilio
- Alberto Barrero : Álvaro Humberto Patequiva
- Giorgio Difeo : Jacques, associé français de Industrias Copito
- Ricardo Vesga : Ernesto Castillo, agent du personnel
- Eileen Moreno : Dora, Emilio ancien secrétaire au ministère du commerce
- Luis Fernando Salas : Nelson Moreno, fils de Delfina
- Yaneth Waldman : Gina, psychologue d'Antonia et de Mario
- Julian Orrego : Te. Agobardo Manosalva
- Rafael Uribe : Sangre Azul
- Jean Philippe Conan : Pierre, associé français de Industrias Copito
- Carmenza González : Carmelita, mère de Mario
- German "Tuto" Patiño : Lucio, beau-père de Mario
- Rafael Pedroza : Tote
- Humberto Arango : Ramiro Conde, père de Patricio, avocat d'Antonia et de Milady
- Ignacio Hijuelos : Jaime Acosta, avocat de Felix
- Margarita Amado : Maria Puentes
- Hernán Méndez : Don Omar, trafiquant de dollars, partenaire Felix
- Victor Cifuentes : Octavio Linares, père d'Olguita
- Jhork Morales : Sebastian, fils de Milady
- Rosalba Pagotes : Flor, employé de Lorena et de Franklin
- Jorge Bautista : Rodolfo, garde à Industrias Copito
- Nayra Castillo : Rosa, employé de Felix
- Rebeca López : Apolonia, femme de Patequiva
- Giovanny Galindo : Adrian, femme de Milady
- Alfredo Cuéllar : Yamir, entraîneur sportif d'Antonia
- Daniel Rocha : Padre Lucas
- Diego Ospina : Cusumbo, chauffeur de taxi
- Hugo Gómez : Alberto Ayala, Ministre du Commerce, partenaire de Felix
- Hebert King : Caicedo, acheteur de Industrias Copito
- Margarita Reyes : femme du ministre
- Beto : Copito, chien de Félix et l'image d'Industrias Copito

## Diffusion internationale
| Pays                   | Chaîne             | Titre         | Première diffusion |
| ---------------------- | ------------------ | ------------- | ------------------ |
| Colombie               | Caracol Televisión | El secretario | 22 août 2011       |
| Guatemala              | Canal 3            | El secretario |                    |
| République dominicaine | Telesistema 11     | El secretario |                    |
| Porto Rico             | WAPA-TV            | El secretario |                    |
| Costa Rica             | Repretel           | El secretario |                    |
| Honduras               | Televicentro       | El secretario |                    |
| Pérou                  | ATV                | El secretario |                    |
| Panama                 | TVN                | El secretario |                    |
| Salvador               | TCS Canal 2        | El secretario |                    |
| Venezuela              | Venevisión         | El secretario |                    |
| Équateur               | TC Televisión      | El secretario |                    |
| Chili                  | La Red             | El secretario |                    |
| Bolivie                | Bolivisión         | El secretario |                    |
| Émirats arabes unis    | Fox (Moyen-Orient) | السكرتير      |                    |
| Espagne                | Canal Sur          | El secretario |                    |
| Russie                 | РазТВ              |               |                    |
| États-Unis             | Telemundo          | El secretario |                    |
| Paraguay               | SNT                | El secretario |                    |
| Nicaragua              | TV Red Canal 11    | El secretario |                    |
| Malaisie               | Astro Bella        | El secretario | 2012               |
| Malaisie               | Astro Mustika HD   | El secretario | 2012               |
| Roumanie               | Look TV            |               |                    |

## Versions
- Porque el amor manda (Televisa, 2012-2013), avec Fernando Colunga, Blanca Soto, Erick Elías et María Elisa Camargo.

### Sources
- (es) Cet article est partiellement ou en totalité issu de l’article de Wikipédia en espagnol intitulé « El secretario » (voir la liste des auteurs).